# Lauri Lahesalu
Lauri Lahesalu (* 29. März 1979 in Tallinn, Estnische SSR) ist ein estnischer Eishockeyspieler, der seit 2012 bei den Dragons de Rouen in der französischen Ligue Magnus unter Vertrag steht. 

## Karriere
Lauri Lahesalu begann seine Karriere als Eishockeyspieler in seiner estnischen Heimat beim THK-88 Tallinn. Anschließend ging er nach Finnland, wo er von 1997 bis 2000 im Jugendbereich der Erstligisten Tappara Tampere und Ässät Pori aktiv war. Von 2000 bis 2004 spielte der Verteidiger in der Mestis, der zweithöchsten finnischen Spielklasse, für Jokipojat Joensuu, TuTo Turku und Hokki Kajaani. In der Saison 2001/02 wurde er in das All-Star Team der Mestis gewählt. Zudem kam er in der Saison 2003/04 in sechs Spielen für Kärpät Oulu aus der SM-liiga zum Einsatz, in denen er eine Vorlage gab. Die Mannschaft wurde am Saisonende Finnischer Meister. 
Für die Saison 2004/05 wechselte Lahesalu in die dänische AL-Bank Ligaen, in der er für die Odense Bulldogs auflief. Nachdem er in der folgenden Spielzeit bei seinem Ex-Club aus Kajaani begonnen hatte, wechselte er zur ASG Angers aus der französischen Ligue Magnus, für die er von 2005 bis 2012 spielte und mit der er 2007 zunächst die Coupe de France sowie anschließend die Trophée des Champions gewann. 2010 war er der Abwehrspieler mit den meisten Torvorlagen in der Ligue Magnus. Im Sommer 2012 wechselte er innerhalb der Ligue Magnus zu den Dragons de Rouen, mit denen er bereits in seinem ersten Jahr dort die französische Landesmeisterschaft und den Ligapokal gewann. 2014 verteidigte er mit seiner Mannschaft den Ligapokal erfolgreich.

### International
Für Estland nahm Lahesalu im Juniorenbereich zunächst an den U18-C-Europameisterschaften 1996 und 1997 und danach an der U20-C-Weltmeisterschaft 1999 teil. 
Im Seniorenbereich stand er für seine Farben zunächst bei den B-Weltmeisterschaften 1998, 1999 und 2000 auf dem Eis. Nach der Umstellung auf das heutige Divisionssystem spielte er für Estland bei den Weltmeisterschaften der Division I 2001, 2003, 2005, als er bester Vorlagengeber und Topscorer unter den Abwehrspielern des Turniers war, 2006, 2007, als erneut erfolgreichster Scorer unter den Verteidigern war, 2008 und 2011 sowie der Division II 2002, 2009, 2012, als er zum besten Spieler der estnischen Mannschaft gewählt wurde, und 2014, als er die Esten als Mannschaftskapitän zum Wiederaufstieg in die Division I führte. Darüber hinaus spielte er für Estland bei der Qualifikation für die Olympischen Winterspiele 2006 in Turin.

## Erfolge und Auszeichnungen
- 2002 Mestis All-Star Team
- 2007 Gewinn der Coupe de France mit der ASG Angers
- 2007 Gewinn der Trophée des Champions der mit ASG Angers
- 2010 Verteidiger mit den meisten Vorlagen der Ligue Magnus
- 2013 Französischer Meister mit den Dragons de Rouen
- 2013 Gewinn des französischen Ligapokals mit den Dragons de Rouen
- 2014 Gewinn des französischen Ligapokals mit den Dragons de Rouen

### International
- 2002 Aufstieg in die Division I bei der Weltmeisterschaft der Division II, Gruppe A
- 2005 Bester Vorlagengeber bei der Weltmeisterschaft der Division I, Gruppe B (gemeinsam mit Dino Felicetti)
- 2012 Aufstieg in die Division I, Gruppe B, bei der Weltmeisterschaft der Division II, Gruppe A
- 2014 Aufstieg in die Division I, Gruppe B, bei der Weltmeisterschaft der Division II, Gruppe A

## Statistik
(Stand: Ende der Saison 2013/14)